# Rolf Löther
Rolf Löther (* 14. Februar 1933 in Obergreißlau; † 8. Dezember 2020 in Berlin) war ein deutscher Wissenschaftsphilosoph und  Wissenschaftshistoriker auf den Gebieten Biologie und Medizin.

## Leben und Werk
Rolf Löther wurde in Obergreißlau im heutigen Sachsen-Anhalt geboren. Die Familie verzog jedoch zunächst aus familiären Gründen in die Bayerische Pfalz (Rheinpfalz). In Roßleben besuchte er bis zum Abitur 1953 die Goethe-Schule. Hiernach folgte sein Studium der Philosophie am Institut von Ernst Bloch und der Biologie an der Universität Leipzig, das er 1958 abschloss. Seine Berufstätigkeit begann er an der Martin-Luther-Universität Halle, wo er für ein Jahr als Assistent am Institut für Gesellschaftswissenschaften beschäftigt war.
1959 wechselte er an die Humboldt-Universität zu Berlin, nachdem dort die Neugründung des Lehrstuhls „Philosophische Probleme der modernen Naturwissenschaften“ erfolgt war (Lehrstuhlinhaber: Hermann Ley). Hier wurde er Aspirant und traf später am Lehrstuhl auch seine früheren Kommilitonen von der Universität Leipzig Klaus Fuchs-Kittowski und Hubert Laitko, die ebenfalls Studenten bei Ernst Bloch waren.
Rolf Löther promovierte 1962 als einer der ersten Aspiranten des Lehrstuhls mit einer Dissertation zu philosophischen Fragen der Biologie und insbesondere der Medizin.
Nach seiner Promotion war Löther als Oberassistent tätig und gehörte damit zur Leitung des Lehrstuhls. Er führte seine Forschungen zu philosophischen Problemen der Biologie und Medizin weiter. Auf dieser Grundlage hat er seine spezielle Lehre aufgebaut und die Betreuung seiner Aspiranten durchgeführt.
Er war bereits seit dieser Zeit publizistisch sehr aktiv. So erarbeitete er ein Lehrbuch für die Berufsausbildung mit Abitur, das in 4 Auflagen erschien. In der von Martin Guntau und Helge Wendt herausgegebenen Einführung in die Naturphilosophie „Naturforschung und Weltbild“ von 1964 schrieb er den Abschnitt „Die Dialektik des Lebendigen“.
Hermann Ley, der ursprünglich in Leipzig Zahnmedizin bis zur Promotion studiert hatte, aber wegen seiner Augenprobleme noch ein Philosophiestudium anschloss, hat den Aufbau des neuen Forschungsgebietes „Philosophische Probleme der Naturwissenschaften“ in der DDR maßgeblich vorangetrieben, insbesondere anfangs gestützt auf seine jungen Mitarbeiter wie Dieter Müller, Herbert Hörz und Rolf Löther. 1960 feierte die Humboldt-Universität ihr 150-jähriges Bestehen, die Charité beging das Jahr ihrer 250-jährigen Existenz, daher fanden viele wissenschaftliche Veranstaltungen statt, in die auch Rolf Löther zusammen mit Hermann Ley stark integriert war. Ihr gemeinsamer Artikel „Philosophie und Medizin“ erschien 1961 in der Deutschen Zeitschrift für Philosophie.
In den Jahren 1966 und 1967 gaben Ley und Löther zwei Bände unter dem Titel „Mikrokosmos und Makrokosmos’“ zu philosophisch-theoretischen Problemen der Naturwissenschaft, Technik und Medizin heraus. Löther befasste sich darin mit dem Thema „Medizin, Menschenbild und Philosophie“.
Löther in seiner Funktion als Oberassistent unterstützte auch die bekannt gewordenen „Mittwochs-Kolloquien“ an seinem Lehrstuhl durch eigene Beiträge. Die weiterhin vom Lehrstuhl veranstalteten interdisziplinären Konferenzen und vor allem die „Kühlungsborner Tagungen“ zu philosophischen Problemen der Natur- und Technik-Wissenschaften sowie der Mathematik und Medizin förderten den Dialog zwischen Philosophie und Einzelwissenschaften, wurden daher auch von Rolf Löther als Vortrags- und Kommunikationsforum genutzt.
Ley hat an seinem Lehrstuhl eine einflussreiche Tradition selbstkritischen Philosophierens etabliert; dies brachte die Sympathien zahlreicher Naturforscher ein. Darunter waren der Astrophysiker Hans-Jürgen Treder ebenso wie der Verhaltensbiologe Günter Tembrock, der österreichisch-amerikanisch-deutsche Arzt und Biochemiker Samuel Mitja Rapoport und der Theoretische Physiker Werner Ebeling. Von diesem Umfeld konnte Löther vielfach profitieren, und er hatte zugleich einen hohen Anteil, dass sich dieses akademische Umfeld herausbilden konnte. Der Lehrstuhl erlangte bald nationale und internationale Anerkennung auf dem Gebiet Wissenschaftsphilosophie. Nicht zufällig fanden über 300 Physiker, Chemiker, Biologen, Ingenieure, Pädagogen und andere Einzelwissenschaftler im Laufe der Jahre den Weg an die Humboldt-Universität nach Berlin, um bei Hermann Ley am Lehrstuhl „Philosophische Probleme der modernen Naturwissenschaften“ ihren Doktortitel zu erwerben.
Im Mittelpunkt der am Lehrstuhl geleisteten Forschungsarbeit stand die heuristische Funktion der Philosophie. Vor allem die in der Physik problematisierte Auffassung zum Determinismus und die Entwicklungsproblematik in der Biologie wurden umfangreich mit kompetenten Wissenschaftlern diskutiert. Seit 1972 erfolgte eine enge Zusammenarbeit zwischen dem Forschungsbereich „Philosophische Probleme der Naturwissenschaften“ an der Humboldt-Universität (Leiter: H. Ley) und dem im Zuge der Akademiereform neu gebildeten Bereich „Philosophische Fragen der Wissenschaftentwicklung“ an der Akademie der Wissenschaften (Leiter: H. Hörz); später nahm auch Löther hier an der Akademie seine Tätigkeit auf.
Löther wechselte mit der dritten Hochschulreform von 1968 zunächst an die in Berlin ansässige „Akademie für ärztliche Fortbildung der DDR“. Zuvor publizierte er seine Arbeit „Medizin in der Entscheidung“, die Grundlagen für seine Tätigkeit an dieser Akademie enthielt, an der er bis 1981 lehrte und forschte. Er wurde dort, nach seiner Habilitation an der Humboldt-Universität, 1971 zum ordentlichen Professor berufen. Hier setzte er sich insbesondere in seinen Lehrveranstaltungen und zahlreichen Vorträgen dafür ein, die Ärzte zu unterstützen, über disziplinäre Grenzen hinauszuschauen, dogmatische Haltungen zu überwinden und ihnen ein humanistisches Menschenbild zu vermitteln.
1981 ging Löther an das Zentralinstitut für Philosophie der Akademie der Wissenschaften der DDR in Berlin. Hier übernahm er die Leitung der „Arbeitsgruppe für philosophische Fragen der Medizin und Biologie“ in dem 1972 im Zuge der Akademiereform von Herbert Hörz neu gegründeten und geleiteten Bereich für philosophische Fragen der Wissenschaftsentwicklung. Hier leistete Löther intensive Studien und insgesamt eine umfangreiche wissenschaftliche Arbeit mit dem Ziel, Verbindungen zwischen Philosophie und Geschichte der Medizin und Biologie sowie mit der philosophischen Analyse biologischer Evolutionstheorien herauszuarbeiten. Zugleich strebte er eine wissenschaftliche Fundierung ökologischer Forderungen an. Er baute insgesamt eine umfangreiche Forschungs-, Vortrags- und Lehrtätigkeit auf, speziell auf seinem Gebiet der Wissenschaftsphilosophie und Wissenschaftsgeschichte. Hierbei praktizierte er eine multidisziplinäre Zusammenarbeit mit verschiedenen Einrichtungen und Personen, z. B. mit dem Museum für Naturkunde der Humboldt-Universität zu Berlin, wo er eine enge Zusammenarbeit pflegte mit Günter Peters, Burkhardt Stephan und Ilse Jahn, die anlässlich des 75. Geburtstages eine Festschrift zu Ehren von Rolf Löther herausgab, zusammen mit Andreas Wessel. Auch mit vielen anderen Kollegen, die mit Ökologie, Geschichte der Biologie und Anthroposoziogenese befasst waren, baute er langfristige Kooperationen auf.
Zum Jahresende 1991 wurde gemäß Einigungsvertrag die Akademie der Wissenschaften der DDR aufgelöst, somit auch der Bereich Philosophische Fragen der Wissenschaften, zu dem auch die von Löther geleitete Abteilung gehörte. Er war danach als „Privatgelehrter“ mit zahlreichen Vorträgen und Publikationen bis zu seinem Eintritt in das Rentenalter tätig. Beispielsweise sprach er 1994 im Workshop “Information, Interactio, Emergence: A Possible Access to the Conceptual Order of Reality” in Bielefeld zum Thema „Emergenz in der Evolution lebender Organismen“, publizierte 1998 beim Vieweg-Verlag im Part II des Buches „From Simplicity to Complexity“.
1997 erfolgte seine Zuwahl als Mitglied der Gelehrtengesellschaft Leibniz-Sozietät der Wissenschaften zu Berlin. Hier nahm er am wissenschaftlichen Leben, solange es seine Gesundheit erlaubte, kontinuierlich, initiativreich und kreativ teil. In seiner umfangreichen Forschungs-, Lehr- und Publikationstätigkeit hatte sich Löther mit vielen historischen und aktuell brisanten Themen befasst, auf deren Resultate er seine aktuellen Beiträge aufbaute. So ging es ihm bei den philosophischen Problemen der Medizin um die Grundbegriffe Gesundheit und Krankheit, was ihn konzeptionell zu den Humanwissenschaften führte, die Anthropologie, Medizin und Psychologie umfassten. Gesundheit und Krankheit der Menschen lassen sich nach seiner Ansicht nur in der Einheit von biotischen, psychischen und sozialen Determinanten erfassen.
Löther starb nach schwerer Krankheit im Alter von 87 Jahren in Berlin.
Aus diesem akademischen Umfeld sind neben Rolf Löther weitere namhafte Professoren hervorgegangen: Herbert Hörz, Klaus Fuchs-Kittowski, Helmut Felke, Gerhard Poppei, Hubert Laitko, Siegfried Wollgast, Werner Kriesel, Gerhard Banse, Wolfgang Eichhorn, Anneliese Griese, Frank Richter, Martin Guntau, Werner Plesse, Heinrich Parthey, Helge Wendt, Karl-Friedrich Wessel.

## Mitgliedschaften und Ehrungen (Auswahl)
- 1997 Zuwahl als Mitglied der Gelehrtengesellschaft Leibniz-Sozietät der Wissenschaften zu Berlin.

## Ausgewählte Schriften
- Herbert Hörz; Rolf Löther: Philosophische Probleme der modernen Naturwissenschaften, Teil 1. Institut für Philosophie der Humboldt-Universität, Berlin 1963.
- Hermann Ley, Herbert Hörz, Rolf Löther (Hrsg.): Quo vadis, Universum? Zum Problem der Entwicklung in Naturwissenschaft und Philosophie. Dietz Verlag, Berlin 1965.
- Hermann Ley, Rolf Löther (Hrsg.): Mikrokosmos, Makrokosmos – Philosophisch-theoretische Probleme der Naturwissenschaft, Technik und Medizin. Akademie-Verlag, Berlin 1966 (Band 1), 1967 (Band 2).
- Rolf Löther und Mitarb.: Abstammungslehre – Lehrbuch für die Berufsausbildung mit Abitur (3. Lehrjahr). Verlag Volk und Wissen, Berlin 1963, 2. Auflage 1965, 3. Auflage 1966, 4. Auflage 1968.
- Herbert Hörz, Rolf Löther (Hrsg.): Natur und Erkenntnis – Philosophisch-methodologische Fragen der modernen Naturwissenschaft. Deutscher Verlag der Wissenschaften, Berlin 1964.
- Medizin in der Entscheidung – Eine Einführung in philosophische Probleme der medizinischen Wissenschaft. Deutscher Verlag der Wissenschaften, Berlin 1967.
- Die Beherrschung der Mannigfaltigkeit – philosophische Grundlagen der Taxonomie. Fischer Verlag, Jena 1972.
- Biologie und Weltanschauung – eine Einführung in philosophische Probleme der Biologie vom Standpunkt des dialektischen und historischen Materialismus. Urania-Verlag, Leipzig; Jena; Berlin 1972, 2. Auflage 1974, Lizenzausgabe: Verlag Hubert Freistühler, Schwerte (Ruhr) 1972, ISBN 978-3-87237-014-3, Tschechische Ausgabe: Verlag Horizont, Praha 1973, Finnische Ausgabe: Kansankulttuuri, Helsinki 1975.
- Ilse Jahn, Rolf Löther, Konrad Senglaub (Hrsg.): Geschichte der Biologie. Theorien, Methoden. Fischer Verlag, Frankfurt am Main 1972, 2. Auflage Fischer Verlag, Jena 1985.
- Rolf Löther, Achim Thom (Hrsg.), U. Brewing u. a. (Übers.): Forschen, vorbeugen, heilen – sowjetische Beiträge zu weltanschaulichen und erkenntnistheoretisch-methodologischen Problemen der Medizin und Biologie. Verlag Volk und Gesundheit, Berlin 1974.
- Rolf Löther (Leitung Autorenkollektiv): Beiträge zur Methodologie der medizinischen Erkenntnis und Praxis. Fischer Verlag, Jena 1977.
- Rolf Löther, Horst Spaar (Leitung Autorenkollektiv): Marxistisch-leninistische Weltanschauung und Probleme des Gesundheitsschutzes. Fischer Verlag, Jena 1978.
- Rolf Löther (Leitung Autorenkollektiv): Philosophische Schriften von Marx, Engels und Lenin und ihre Bedeutung für die Medizin heute. Fischer Verlag, Jena 1979.
- Das Reduktionismusproblem in der Biologie (Vortrag und Diskussionsbeiträge vor der Klasse Biowissenschaften der Akademie der Wissenschaften der DDR am 5. Mai 1977). Akademie-Verlag, Berlin 1979.
- Medizin, Menschenbild und sozial-biologisches Problem (japanisch). Verlag Ôtsuki Shoten, Tôkyô 1981 (in japanischer Schrift).
- Rolf Löther (Leitung Autorenkollektiv): Materialistische Dialektik und Medizin. Fischer Verlag, Jena 1982.
- Rolf Löther (Leitung Autorenkollektiv): Biologische Evolutionstheorie und Medizin. Fischer Verlag, Jena 1982.
- Rolf Löther (Text), Eugenie Tanger (Zeichnungen): Das Werden des Lebendigen – wie die Evolution erkannt wird. Urania-Verlag, Leipzig; Jena; Berlin 1983.
- Rolf Löther (Autor) und Wolfgang Eichhorn (Hrsg.): Mit der Natur in die Zukunft – die natürlichen Bedingungen des gesellschaftlichen Lebens. Dietz Verlag, Berlin 1985.
- Rolf Löther (Hrsg.): Tiersozietäten und Menschengesellschaften – philosophische und evolutionsbiologische Aspekte der Soziogenese. Fischer Verlag, Jena 1988.
- Wegbereiter der Genetik: Gregor Johann Mendel und August Weismann. Urania-Verlag, Leipzig; Jena; Berlin 1989, Lizenzausgabe: Verlag Harri Deutsch, Frankfurt am Main 1990.
- Rolf Löther, Siegfried Wollgast (Hrsg.): Vom gesunden und seligen Leben – ausgewählte Texte: Paracelsus. 2. Auflage. Reclam Verlag, Leipzig 1991, ISBN 978-3-379-00719-1.
- Der unvollkommene Mensch. Philosophische Anthropologie und biologische Evolutionstheorie. Dietz Verlag, Berlin 1992.